# Very best LIVE -1995〜2004-
「Very best LIVE -1995〜2004-」（ベリー ベスト ライブ せんきゅうひゃくきゅうじゅうご にせんよん）は、V6のベストライブ集。2005年3月9日発売。発売元はavex trax。

## 概要
- 初回盤で2004LIVEスペシャルフォトBOOKが封入されている。
- 初回盤と通常盤のジャケットデザインと収録内容は同じ
- 「Film V6 act IV -DANCE CLIPS and more-」「Film V6 act IV -BALLAD CLIPS and more-」と同時発売。

## 収録内容

### 本編映像
1. MUSIC FOR THE PEOPLE
2. MADE IN JAPAN
3. WAになっておどろう
4. Be Yourself!
5. TAKE ME HIGHER
6. Believe Your Smile
7. IN THE WIND
8. 愛なんだ
9. 本気がいっぱい
10. 愛のMelody
11. Darling
12. COSMIC RESCUE
13. サンダーバード-your voice-
14. ありがとうのうた

### 特典映像
1. V6　アジア・スペシャル映像